# COSMILE (App)
COSMILE ist eine App, die Verbrauchern Informationen zu den verwendeten Inhaltsstoffen von kosmetischen Produkte liefert. Dazu ist ein Smartphone-Scan des auf der Packung befindlichen Strichcodes (European Article Number = EAN-Code) erforderlich.

## Konzept
Kosmetika enthalten eine Vielzahl von Inhaltsstoffen. Sie sind als sogenannte INCI-Liste (International Nomenclature of Cosmetic Ingredients) auf jedem kosmetischen Produkt oder seiner Verpackung angegeben. Diese Bezeichnungen haben einen begrenzten Informationswert für Konsumenten. COSMILE-App informiert darüber, um welchen Stoff es sich handelt und insbesondere welche Funktion dieser Stoff im Produkt hat. Allergiker können z. B. erkennen, ob ein für sie kritischer Stoff in einem kosmetischen Produkt enthalten ist.

## Funktion
Möchte ein Verbraucher wissen, welche Inhaltsstoffe in einem bestimmten Produkt enthalten sind, startet er die kostenlose App auf seinem Mobiltelefon und scannt zunächst den auf der Packung befindlichen EAN-Code. Daraufhin werden alle enthaltenen Inhaltsstoffe mit einer deutschen Bezeichnung oder Beschreibung angezeigt. In einem weiteren Schritt können Erläuterungen zu den Funktionen der Stoffe abgefragt werden.
Wurden vom Anwender vorher bestimmte Stoffe ausgewählt, kennzeichnet die App diese bei einer Übereinstimmung. Daher erübrigt sich z. B. bei Allergikern die Suche nach für sie unverträglichen Stoffen.
Die App informiert ebenfalls zu Rückrufen von Produkten. Anwender erhalten auf Wunsch regelmäßig Nachrichten aus den Bereichen Kosmetik, Schönheits- und Körperpflege. Diese werden von einem externen Portal zur Verfügung gestellt.
Eine Favoritenliste erlaubt die Verwaltung von persönlich bevorzugten Produkten. Änderungen in der Zusammensetzung dieser Produkte werden ebenfalls angezeigt.

## Technische Umsetzung
Die App greift auf eine Datenbank zu, in der die Informationen von ca. 25.000 Inhaltsstoffen gespeichert sind, die stets aktuell gehalten wird. Eine Liste aller derzeit berücksichtigten Marken ist auf der Website des Herstellers verfügbar.

## Verfügbarkeit und Kosten
Die COSMILE-App kann sowohl für iOS- als auch für Android-Betriebssysteme im Apple-App-Store und unter Google Play kostenfrei heruntergeladen werden. Die App-Stores in Österreich und der Schweiz bieten die App ebenfalls an. Es ist kein Log-In erforderlich und es werden angeblich keine persönlichen Daten gesammelt.